# Vodárenská věž v Cihelnách
Vodárenská věž v Cihelnách je funkcionalistická technická památka ve městě Jaroměř v okrese Náchod. V roce 1984 byla zapsána do Ústředního seznamu kulturních památek České republiky.

## Historie
Původní jaroměřský vodovod napájel pouliční pumpy a byl zásobován z vodárny u kaple svaté Anny a blízké studánky. Byl postaven v letech 1882–1887. Projekt nového vodovodu vypracoval Jan Vladimír Hráský a jeho součástí byla vodárenská věž, jejíž architektonickou úpravu vytvořil František Janda, žák Jana Kotěry. Nový jaroměřský vodojem byl postaven v letech 1927 až 1928 a byl v provozu v letech 1927 až 1985. Poté začala být voda přiváděna vodovodem z vodojemu u Zaloňova. V současnosti není veřejnosti přístupný.

## Popis
Mohutná válcová věž vodárny má rozšířenou nádrž ve výšce 20 metrů o objemu 400 m³. Z té pak byla voda samospádem rozváděna po městě. Pohledově je objekt po výšce rozdělen na čtyři základní části. Po obvodu přízemní části dříku vodojemu je plochá střecha podepřená 12 válcovými sloupy. Z ní vystupuje válcová věž, která je členěna mělkými lizénami. V těle válce dole a nahoře mezi lizénami jsou umístěna čtyři obdélná okna (2 × 4). Na kalichový široký prstenec nasedá válcová nádrž dělena mělkými lizénami.  Nádrž je ukončena kuželovou měděnou střechou, která má 4 kruhové vikýře s velkými okny dělenými do kříže. Na vrcholu střechy nalezneme makovici a hromosvod.